# Station Gliniczek
Station Gliniczek is een spoorwegstation in de Poolse plaats Gliniczek.